# Tate McRae/Auszeichnungen für Musikverkäufe

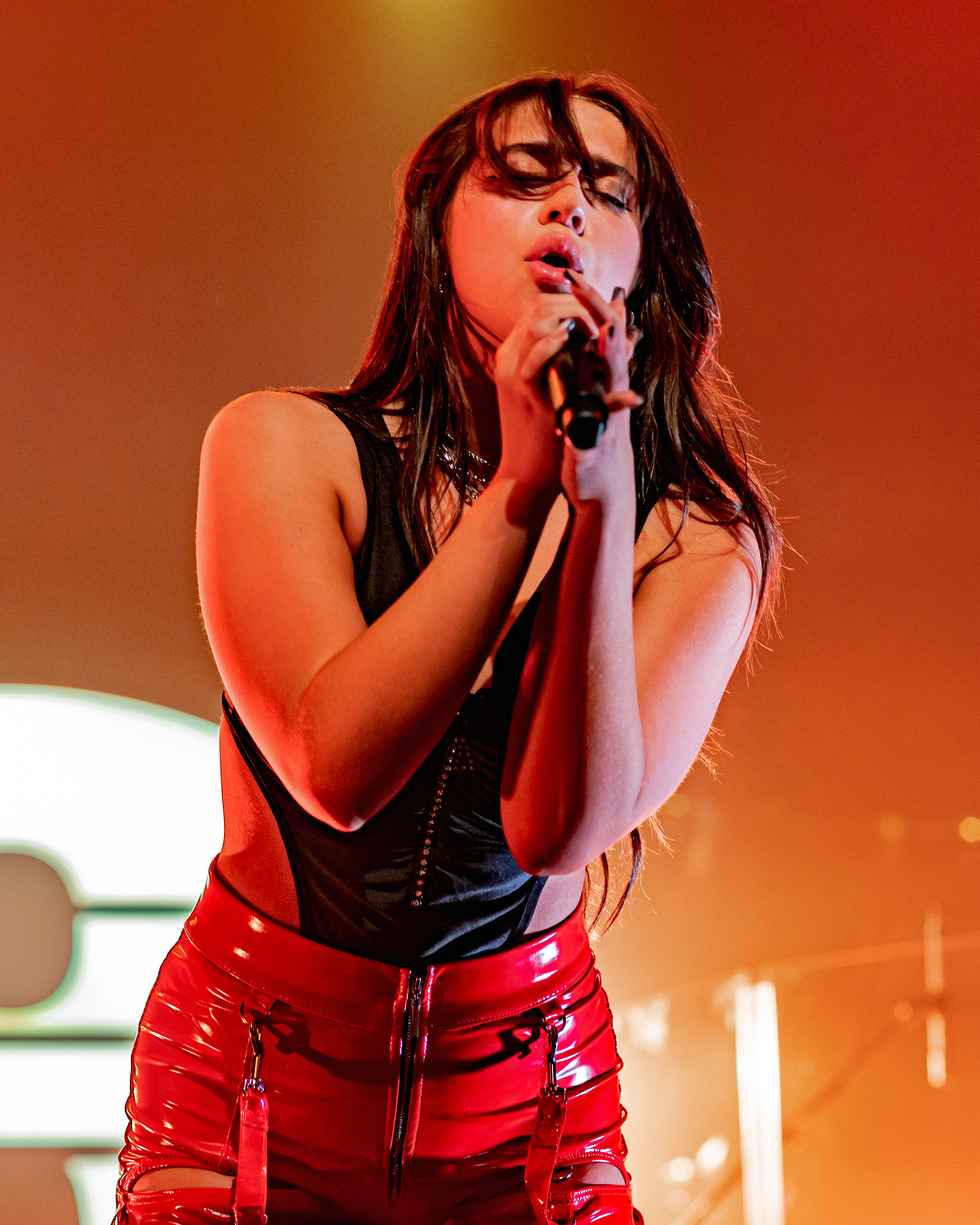
Tate McRae (2022)

Dies ist eine Übersicht über die Auszeichnungen für Musikverkäufe der kanadischen Popsängerin Tate McRae. Die Auszeichnungen finden sich nach ihrer Art (Gold, Platin usw.), nach Staaten getrennt in chronologischer Reihenfolge, geordnet sowie nach den Tonträgern selbst, ebenfalls in chronologischer Reihenfolge, getrennt nach Medium (Alben, Singles usw.), wieder.

## Auszeichnungen
| - Vereinigtes Königreich - 2021: für die Single Feel Like Shit - 2022: für die Single You - 2024: für das Album I Used to Think I Could Fly - 2024: für die Single One Day - 2025: für die Single Stupid - 2025: für das Lied Run for the Hills - 2025: für die Single Revolving Door - 2025: für die Single 2 Hands - 2025: für die Single Just Keep Watching - Australien - 2021: für das Lied That Way - 2024: für die Single It’s OK I’m OK - 2025: für die Single Just Keep Watching - 2025: für die Single What I Want - Belgien - 2024: für die Single Exes - 2024: für das Album Think Later - 2025: für die Single Sports Car - 2025: für die Single It’s OK I’m OK - Brasilien - 2023: für die Single Feel Like Shit - 2023: für die Single Stupid - 2025: für das Lied Run for the Hills - Dänemark - 2023: für die Single Stupid - 2024: für die Single You - 2024: für die Single Exes - 2024: für das Album Think Later - 2024: für die Single One Day - 2024: für die Single Feel Like Shit - 2025: für das Album So Close to What - 2025: für das Album I Used to Think I Could Fly - Deutschland - 2023: für die Single 10:35 - 2025: für die Single She’s All I Wanna Be - Frankreich - 2025: für das Album Think Later - 2025: für die Single Exes - Griechenland - 2021: für die Single You Broke Me First - 2025: für die Single It’s OK I’m OK - 2025: für die Single Sports Car - Indonesien - 2020: für die Single You Broke Me First - Italien - 2023: für die Single 10:35 - 2024: für die Single You Broke Me First - 2024: für die Single You - Kanada - 2021: für das Album Too Young to Be Sad - 2021: für die Single Slower - 2021: für die Single You - 2021: für das Lied That Way - 2021: für die Single Lie to Me - 2022: für die Single Working - 2024: für die Single It’s OK I’m OK - 2024: für das Lied Don’t Come Back - 2025: für das Lied Teenage Mind - 2025: für die Single R U OK - Mexiko - 2025: für das Lied That Way - Neuseeland - 2023: für die Single 10:35 - 2023: für das Album I Used to Think I Could Fly - 2023: für das Album Too Young to Be Sad - 2025: für die Single Sports Car - 2025: für das Album So Close to What - 2025: für die Single Revolving Door - Niederlande - 2024: für das Album Think Later - 2025: für das Album So Close to What - Österreich - 2025: für die Single Exes - 2025: für die Single Sports Car - Polen - 2023: für das Album Too Young to Be Sad - 2024: für die Single Exes - 2024: für das Lied That Way - 2024: für die Single You - Portugal - 2023: für die Single 10:35 - 2025: für die Single It’s OK I’m OK - Schweden - 2023: für die Single She’s All I Wanna Be - 2025: für das Album Think Later - 2025: für das Album I Used to Think I Could Fly - Schweiz - 2024: für die Single Exes - Singapur - 2021: für das Album All the Things I Never Said - Spanien - 2024: für die Single 10:35 - 2024: für das Lied That Way - 2025: für die Single Exes - Ungarn - 2024: für das Album Think Later - Vereinigte Staaten - 2021: für die Single Stupid - 2022: für die Single Feel Like Shit - 2023: für die Single What Would You Do? - 2025: für das Lied Teenage Mind - 2025: für die Single It’s OK I’m OK - 2025: für die Single Uh Oh - 2025: für die Single Rubberband - 2025: für die Single Chaotic - 2025: für das Album So Close to What - Vereinigtes Königreich - 2023: für das Lied That Way - 2025: für das Album Think Later - 2025: für das Album So Close to What - 2025: für die Single It’s OK I’m OK | - Australien - 2022: für die Single She’s All I Wanna Be - 2023: für die Single 10:35 - Belgien - 2021: für die Single You Broke Me First - Brasilien - 2023: für die Single She’s All I Wanna Be - 2025: für das Album Think Later - 2025: für die Single Exes - Dänemark - 2024: für die Single 10:35 - 2025: für die Single She’s All I Wanna Be - 2025: für das Lied That Way - Deutschland - 2022: für die Single You Broke Me First - 2024: für die Single Greedy - Finnland - 2021: für die Single You Broke Me First - Frankreich - 2025: für die Single 10:35 - Italien - 2024: für die Single Greedy - Kanada - 2021: für die Single Stupid - 2022: für die Single Feel Like Shit - 2024: für das Album Think Later - 2024: für die Single Chaotic - 2024: für das Album I Used to Think I Could Fly - 2024: für das Lied Run for the Hills - 2025: für die Single One Day - 2025: für die Single What I Want - Neuseeland - 2024: für das Album Think Later - Niederlande - 2021: für die Single You Broke Me First - Norwegen - 2024: für das Album Think Later - Österreich - 2023: für die Single She’s All I Wanna Be - 2023: für die Single 10:35 - Polen - 2024: für die Single 10:35 - 2024: für das Album Think Later - Portugal - 2021: für die Single You Broke Me First - 2025: für die Single Sports Car - 2025: für die Single Revolving Door - Schweden - 2025: für die Single Greedy - Schweiz - 2021: für die Single You Broke Me First - 2023: für die Single 10:35 - 2024: für die Single Greedy - Spanien - 2024: für die Single You Broke Me First - Südafrika - 2021: für die Single You Broke Me First - Taiwan - 2021: für die Single You Broke Me First - Ungarn - 2025: für die Single Sports Car - Vereinigte Staaten - 2022: für die Single She’s All I Wanna Be - 2022: für das Lied That Way - 2023: für die Single You - 2023: für die Single 10:35 - 2025: für das Album Think Later - 2025: für das Lied Run for the Hills - 2025: für die Single One Day - Vereinigtes Königreich - 2023: für die Single 10:35 - 2025: für die Single Exes - 2025: für die Single Sports Car | - Australien - 2024: für die Single Exes - Belgien - 2024: für die Single Greedy - Dänemark - 2024: für die Single You Broke Me First - 2024: für die Single Greedy - Kanada - 2024: für die Single Exes - Malaysia - 2021: für die Single You Broke Me First - Mexiko - 2021: für die Single You Broke Me First - Österreich - 2025: für die Single Greedy - Polen - 2021: für die Single You Broke Me First - Spanien - 2025: für die Single Greedy - Vereinigte Staaten - 2025: für die Single Exes - Vereinigtes Königreich - 2023: für die Single You Broke Me First - 2024: für die Single Greedy - Brasilien - 2023: für das Lied That Way - Griechenland - 2024: für die Single Greedy - Kanada - 2024: für die Single She’s All I Wanna Be - Österreich - 2024: für die Single You Broke Me First - Schweden - 2023: für die Single You Broke Me First - Singapur - 2021: für die Single You Broke Me First - Vereinigtes Königreich - 2023: für die Single She’s All I Wanna Be - Irland - 2021: für die Single You Broke Me First - Neuseeland - 2024: für die Single You Broke Me First - 2025: für die Single Greedy - Norwegen - 2024: für die Single You Broke Me First - Polen - 2024: für die Single Greedy - Portugal - 2025: für die Single Greedy - Vereinigte Staaten - 2025: für die Single Greedy - Kanada - 2025: für die Single 10:35 - Vereinigte Staaten - 2025: für die Single You Broke Me First - Australien - 2024: für die Single Greedy - Kanada - 2024: für die Single Greedy - Ungarn - 2025: für die Single Greedy - Australien - 2024: für die Single You Broke Me First - Kanada - 2024: für die Single You Broke Me First - Brasilien - 2023: für die Single You Broke Me First - Frankreich - 2024: für die Single Greedy - 2024: für die Single You Broke Me First - Brasilien - 2025: für die Single Greedy |

## Auszeichnungen nach Alben

### All the Things I Never Said
| Land/Region     | Auszeichnungen für Musikverkäufe (Land/Region, Auszeichnung, Verkäufe) | Verkäufe |
| --------------- | ---------------------------------------------------------------------- | -------- |
| Singapur (RIAS) | Gold                                                                   | 5.000    |
| Insgesamt       | 1× Gold ·                                                              | 5.000    |

### Too Young to Be Sad
| Land/Region       | Auszeichnungen für Musikverkäufe (Land/Region, Auszeichnung, Verkäufe) | Verkäufe |
| ----------------- | ---------------------------------------------------------------------- | -------- |
| Kanada (MC)       | Gold                                                                   | 40.000   |
| Neuseeland (RMNZ) | Gold                                                                   | 7.500    |
| Polen (ZPAV)      | Gold                                                                   | 10.000   |
| Insgesamt         | 3× Gold ·                                                              | 57.500   |

### I Used to Think I Could Fly
| Land/Region                  | Auszeichnungen für Musikverkäufe (Land/Region, Auszeichnung, Verkäufe) | Verkäufe |
| ---------------------------- | ---------------------------------------------------------------------- | -------- |
| Dänemark (IFPI)              | Gold                                                                   | 10.000   |
| Kanada (MC)                  | Platin                                                                 | 80.000   |
| Neuseeland (RMNZ)            | Gold                                                                   | 7.500    |
| Schweden (IFPI)              | Gold                                                                   | 15.000   |
| Vereinigtes Königreich (BPI) | Silber                                                                 | 60.000   |
| Insgesamt                    | 1× Silber · 3× Gold · 1× Platin ·                                      | 172.500  |

### Think Later
| Land/Region                  | Auszeichnungen für Musikverkäufe (Land/Region, Auszeichnung, Verkäufe) | Verkäufe  |
| ---------------------------- | ---------------------------------------------------------------------- | --------- |
| Belgien (BRMA)               | Gold                                                                   | 10.000    |
| Brasilien (PMB)              | Platin                                                                 | 40.000    |
| Dänemark (IFPI)              | Gold                                                                   | 10.000    |
| Frankreich (SNEP)            | Gold                                                                   | 50.000    |
| Kanada (MC)                  | Platin                                                                 | 80.000    |
| Neuseeland (RMNZ)            | Platin                                                                 | 15.000    |
| Niederlande (NVPI)           | Gold                                                                   | 15.000    |
| Norwegen (IFPI)              | Platin                                                                 | 20.000    |
| Polen (ZPAV)                 | Platin                                                                 | 20.000    |
| Schweden (IFPI)              | Gold                                                                   | 15.000    |
| Ungarn (MAHASZ)              | Gold                                                                   | 2.000     |
| Vereinigte Staaten (RIAA)    | Platin                                                                 | 1.000.000 |
| Vereinigtes Königreich (BPI) | Gold                                                                   | 100.000   |
| Insgesamt                    | 7× Gold · 6× Platin ·                                                  | 1.377.000 |

### So Close to What
| Land/Region                  | Auszeichnungen für Musikverkäufe (Land/Region, Auszeichnung, Verkäufe) | Verkäufe |
| ---------------------------- | ---------------------------------------------------------------------- | -------- |
| Dänemark (IFPI)              | Gold                                                                   | 10.000   |
| Neuseeland (RMNZ)            | Gold                                                                   | 7.500    |
| Niederlande (NVPI)           | Gold                                                                   | 15.000   |
| Vereinigte Staaten (RIAA)    | Gold                                                                   | 500.000  |
| Vereinigtes Königreich (BPI) | Gold                                                                   | 100.000  |
| Insgesamt                    | 5× Gold ·                                                              | 632.500  |

## Auszeichnungen nach Singles

### One Day
| Land/Region                  | Auszeichnungen für Musikverkäufe (Land/Region, Auszeichnung, Verkäufe) | Verkäufe  |
| ---------------------------- | ---------------------------------------------------------------------- | --------- |
| Dänemark (IFPI)              | Gold                                                                   | 45.000    |
| Kanada (MC)                  | Platin                                                                 | 80.000    |
| Vereinigte Staaten (RIAA)    | Platin                                                                 | 1.000.000 |
| Vereinigtes Königreich (BPI) | Silber                                                                 | 200.000   |
| Insgesamt                    | 1× Silber · 1× Gold · 2× Platin ·                                      | 1.325.000 |

### Teenage Mind
| Land/Region               | Auszeichnungen für Musikverkäufe (Land/Region, Auszeichnung, Verkäufe) | Verkäufe |
| ------------------------- | ---------------------------------------------------------------------- | -------- |
| Kanada (MC)               | Gold                                                                   | 40.000   |
| Vereinigte Staaten (RIAA) | Gold                                                                   | 500.000  |
| Insgesamt                 | 2× Gold ·                                                              | 540.000  |

### Stupid
| Land/Region                  | Auszeichnungen für Musikverkäufe (Land/Region, Auszeichnung, Verkäufe) | Verkäufe |
| ---------------------------- | ---------------------------------------------------------------------- | -------- |
| Brasilien (PMB)              | Gold                                                                   | 20.000   |
| Dänemark (IFPI)              | Gold                                                                   | 45.000   |
| Kanada (MC)                  | Platin                                                                 | 80.000   |
| Vereinigte Staaten (RIAA)    | Gold                                                                   | 500.000  |
| Vereinigtes Königreich (BPI) | Silber                                                                 | 200.000  |
| Insgesamt                    | 1× Silber · 3× Gold · 1× Platin ·                                      | 845.000  |

### You Broke Me First
| Land/Region                  | Auszeichnungen für Musikverkäufe (Land/Region, Auszeichnung, Verkäufe) | Verkäufe   |
| ---------------------------- | ---------------------------------------------------------------------- | ---------- |
| Australien (ARIA)            | 8× Platin                                                              | 560.000    |
| Belgien (BRMA)               | Platin                                                                 | 40.000     |
| Brasilien (PMB)              | Diamant                                                                | 160.000    |
| Dänemark (IFPI)              | 2× Platin                                                              | 180.000    |
| Deutschland (BVMI)           | Platin                                                                 | 400.000    |
| Finnland (IFPI)              | Platin                                                                 | 40.000     |
| Frankreich (SNEP)            | Diamant                                                                | 333.333    |
| Griechenland (IFPI)          | Gold                                                                   | 10.000     |
| Indonesien (ASIRI)           | Gold                                                                   | 5.000      |
| Irland (IRMA)                | 4× Platin                                                              | 60.000     |
| Italien (FIMI)               | Platin                                                                 | 100.000    |
| Kanada (MC)                  | 8× Platin                                                              | 640.000    |
| Malaysia (RIM)               | 2× Platin                                                              | 400.000    |
| Mexiko (AMPROFON)            | 2× Platin                                                              | 120.000    |
| Neuseeland (RMNZ)            | 4× Platin                                                              | 120.000    |
| Niederlande (NVPI)           | Platin                                                                 | 80.000     |
| Norwegen (IFPI)              | 4× Platin                                                              | 240.000    |
| Österreich (IFPI)            | 3× Platin                                                              | 90.000     |
| Polen (ZPAV)                 | 2× Platin                                                              | 40.000     |
| Portugal (AFP)               | Platin                                                                 | 10.000     |
| Schweden (IFPI)              | 3× Platin                                                              | 240.000    |
| Schweiz (IFPI)               | Platin                                                                 | 20.000     |
| Singapur (RIAS)              | 3× Platin                                                              | 30.000     |
| Spanien (Promusicae)         | Platin                                                                 | 60.000     |
| Südafrika (RISA)             | Platin                                                                 | 20.000     |
| Taiwan (RIT)                 | Platin                                                                 | 10.000     |
| Vereinigte Staaten (RIAA)    | 5× Platin                                                              | 5.000.000  |
| Vereinigtes Königreich (BPI) | 2× Platin                                                              | 1.200.000  |
| Insgesamt                    | 2× Gold · 61× Platin · 2× Diamant ·                                    | 10.208.333 |

### R U OK
| Land/Region | Auszeichnungen für Musikverkäufe (Land/Region, Auszeichnung, Verkäufe) | Verkäufe |
| ----------- | ---------------------------------------------------------------------- | -------- |
| Kanada (MC) | Gold                                                                   | 40.000   |
| Insgesamt   | 1× Gold ·                                                              | 40.000   |

### Lie to Me
| Land/Region | Auszeichnungen für Musikverkäufe (Land/Region, Auszeichnung, Verkäufe) | Verkäufe |
| ----------- | ---------------------------------------------------------------------- | -------- |
| Kanada (MC) | Gold                                                                   | 40.000   |
| Insgesamt   | 1× Gold ·                                                              | 40.000   |

### Rubberband
| Land/Region               | Auszeichnungen für Musikverkäufe (Land/Region, Auszeichnung, Verkäufe) | Verkäufe |
| ------------------------- | ---------------------------------------------------------------------- | -------- |
| Vereinigte Staaten (RIAA) | Gold                                                                   | 500.000  |
| Insgesamt                 | 1× Gold ·                                                              | 500.000  |

### Slower
| Land/Region | Auszeichnungen für Musikverkäufe (Land/Region, Auszeichnung, Verkäufe) | Verkäufe |
| ----------- | ---------------------------------------------------------------------- | -------- |
| Kanada (MC) | Gold                                                                   | 40.000   |
| Insgesamt   | 1× Gold ·                                                              | 40.000   |

### You
| Land/Region                  | Auszeichnungen für Musikverkäufe (Land/Region, Auszeichnung, Verkäufe) | Verkäufe  |
| ---------------------------- | ---------------------------------------------------------------------- | --------- |
| Dänemark (IFPI)              | Gold                                                                   | 45.000    |
| Italien (FIMI)               | Gold                                                                   | 50.000    |
| Kanada (MC)                  | 2× Platin                                                              | 160.000   |
| Polen (ZPAV)                 | Gold                                                                   | 25.000    |
| Vereinigte Staaten (RIAA)    | Platin                                                                 | 1.000.000 |
| Vereinigtes Königreich (BPI) | Silber                                                                 | 200.000   |
| Insgesamt                    | 1× Silber · 3× Gold · 3× Platin ·                                      | 1.480.000 |

### Working
| Land/Region | Auszeichnungen für Musikverkäufe (Land/Region, Auszeichnung, Verkäufe) | Verkäufe |
| ----------- | ---------------------------------------------------------------------- | -------- |
| Kanada (MC) | Gold                                                                   | 40.000   |
| Insgesamt   | 1× Gold ·                                                              | 40.000   |

### Feel Like Shit
| Land/Region                  | Auszeichnungen für Musikverkäufe (Land/Region, Auszeichnung, Verkäufe) | Verkäufe |
| ---------------------------- | ---------------------------------------------------------------------- | -------- |
| Brasilien (PMB)              | Gold                                                                   | 20.000   |
| Dänemark (IFPI)              | Gold                                                                   | 45.000   |
| Kanada (MC)                  | Platin                                                                 | 80.000   |
| Vereinigte Staaten (RIAA)    | Gold                                                                   | 500.000  |
| Vereinigtes Königreich (BPI) | Silber                                                                 | 200.000  |
| Insgesamt                    | 1× Silber · 3× Gold · 1× Platin ·                                      | 845.000  |

### She’s All I Wanna Be
| Land/Region                  | Auszeichnungen für Musikverkäufe (Land/Region, Auszeichnung, Verkäufe) | Verkäufe  |
| ---------------------------- | ---------------------------------------------------------------------- | --------- |
| Australien (ARIA)            | Platin                                                                 | 70.000    |
| Brasilien (PMB)              | Platin                                                                 | 40.000    |
| Dänemark (IFPI)              | Platin                                                                 | 90.000    |
| Deutschland (BVMI)           | Gold                                                                   | 300.000   |
| Kanada (MC)                  | 3× Platin                                                              | 240.000   |
| Österreich (IFPI)            | Platin                                                                 | 30.000    |
| Schweden (IFPI)              | Gold                                                                   | 40.000    |
| Vereinigte Staaten (RIAA)    | Platin                                                                 | 1.000.000 |
| Vereinigtes Königreich (BPI) | Platin                                                                 | 600.000   |
| Insgesamt                    | 2× Gold · 9× Platin ·                                                  | 2.410.000 |

### Chaotic
| Land/Region               | Auszeichnungen für Musikverkäufe (Land/Region, Auszeichnung, Verkäufe) | Verkäufe |
| ------------------------- | ---------------------------------------------------------------------- | -------- |
| Kanada (MC)               | Platin                                                                 | 80.000   |
| Vereinigte Staaten (RIAA) | Gold                                                                   | 500.000  |
| Insgesamt                 | 1× Gold · 1× Platin ·                                                  | 580.000  |

### What Would You Do?
| Land/Region | Auszeichnungen für Musikverkäufe (Land/Region, Auszeichnung, Verkäufe) | Verkäufe |
| ----------- | ---------------------------------------------------------------------- | -------- |
| Kanada (MC) | Gold                                                                   | 40.000   |
| Insgesamt   | 1× Gold ·                                                              | 40.000   |

### Uh Oh
| Land/Region               | Auszeichnungen für Musikverkäufe (Land/Region, Auszeichnung, Verkäufe) | Verkäufe |
| ------------------------- | ---------------------------------------------------------------------- | -------- |
| Vereinigte Staaten (RIAA) | Gold                                                                   | 500.000  |
| Insgesamt                 | 1× Gold ·                                                              | 500.000  |

### 10:35
| Land/Region                  | Auszeichnungen für Musikverkäufe (Land/Region, Auszeichnung, Verkäufe) | Verkäufe  |
| ---------------------------- | ---------------------------------------------------------------------- | --------- |
| Australien (ARIA)            | Platin                                                                 | 70.000    |
| Dänemark (IFPI)              | Platin                                                                 | 90.000    |
| Deutschland (BVMI)           | Gold                                                                   | 200.000   |
| Frankreich (SNEP)            | Platin                                                                 | 200.000   |
| Italien (FIMI)               | Gold                                                                   | 50.000    |
| Kanada (MC)                  | 5× Platin                                                              | 400.000   |
| Neuseeland (RMNZ)            | Gold                                                                   | 15.000    |
| Österreich (IFPI)            | Platin                                                                 | 30.000    |
| Polen (ZPAV)                 | Platin                                                                 | 50.000    |
| Portugal (AFP)               | Gold                                                                   | 5.000     |
| Schweiz (IFPI)               | Platin                                                                 | 20.000    |
| Spanien (Promusicae)         | Gold                                                                   | 30.000    |
| Vereinigte Staaten (RIAA)    | Platin                                                                 | 1.000.000 |
| Vereinigtes Königreich (BPI) | Platin                                                                 | 600.000   |
| Insgesamt                    | 5× Gold · 13× Platin ·                                                 | 2.760.000 |

### Greedy
| Land/Region                  | Auszeichnungen für Musikverkäufe (Land/Region, Auszeichnung, Verkäufe) | Verkäufe  |
| ---------------------------- | ---------------------------------------------------------------------- | --------- |
| Australien (ARIA)            | 6× Platin                                                              | 420.000   |
| Belgien (BRMA)               | 2× Platin                                                              | 80.000    |
| Brasilien (PMB)              | 3× Diamant                                                             | 480.000   |
| Dänemark (IFPI)              | 2× Platin                                                              | 180.000   |
| Deutschland (BVMI)           | Platin                                                                 | 600.000   |
| Frankreich (SNEP)            | Diamant                                                                | 333.333   |
| Griechenland (IFPI)          | 3× Platin                                                              | 60.000    |
| Italien (FIMI)               | Platin                                                                 | 100.000   |
| Kanada (MC)                  | 6× Platin                                                              | 480.000   |
| Neuseeland (RMNZ)            | 4× Platin                                                              | 120.000   |
| Österreich (IFPI)            | 2× Platin                                                              | 60.000    |
| Polen (ZPAV)                 | 4× Platin                                                              | 200.000   |
| Portugal (AFP)               | 4× Platin                                                              | 40.000    |
| Schweden (IFPI)              | Platin                                                                 | 120.000   |
| Schweiz (IFPI)               | Platin                                                                 | 30.000    |
| Spanien (Promusicae)         | 2× Platin                                                              | 120.000   |
| Vereinigte Staaten (RIAA)    | 4× Platin                                                              | 4.000.000 |
| Ungarn (MAHASZ)              | 7× Platin                                                              | 28.000    |
| Vereinigtes Königreich (BPI) | 2× Platin                                                              | 1.200.000 |
| Insgesamt                    | 52× Platin · 4× Diamant ·                                              | 8.651.333 |

### Exes
| Land/Region                  | Auszeichnungen für Musikverkäufe (Land/Region, Auszeichnung, Verkäufe) | Verkäufe  |
| ---------------------------- | ---------------------------------------------------------------------- | --------- |
| Australien (ARIA)            | 2× Platin                                                              | 140.000   |
| Belgien (BRMA)               | Gold                                                                   | 20.000    |
| Brasilien (PMB)              | Platin                                                                 | 40.000    |
| Dänemark (IFPI)              | Gold                                                                   | 45.000    |
| Frankreich (SNEP)            | Gold                                                                   | 100.000   |
| Kanada (MC)                  | 2× Platin                                                              | 160.000   |
| Österreich (IFPI)            | Gold                                                                   | 15.000    |
| Polen (ZPAV)                 | Gold                                                                   | 25.000    |
| Schweiz (IFPI)               | Gold                                                                   | 15.000    |
| Spanien (Promusicae)         | Gold                                                                   | 30.000    |
| Vereinigte Staaten (RIAA)    | Platin                                                                 | 1.000.000 |
| Vereinigtes Königreich (BPI) | Platin                                                                 | 600.000   |
| Insgesamt                    | 7× Gold · 7× Platin ·                                                  | 2.190.000 |

### It’s OK I’m OK
| Land/Region                  | Auszeichnungen für Musikverkäufe (Land/Region, Auszeichnung, Verkäufe) | Verkäufe  |
| ---------------------------- | ---------------------------------------------------------------------- | --------- |
| Australien (ARIA)            | Gold                                                                   | 35.000    |
| Belgien (BRMA)               | Gold                                                                   | 20.000    |
| Griechenland (IFPI)          | Gold                                                                   | 10.000    |
| Kanada (MC)                  | Gold                                                                   | 40.000    |
| Portugal (AFP)               | Gold                                                                   | 5.000     |
| Vereinigte Staaten (RIAA)    | Gold                                                                   | 500.000   |
| Vereinigtes Königreich (BPI) | Gold                                                                   | 400.000   |
| Insgesamt                    | 7× Gold ·                                                              | 1.010.000 |

### 2 Hands
| Land/Region                  | Auszeichnungen für Musikverkäufe (Land/Region, Auszeichnung, Verkäufe) | Verkäufe |
| ---------------------------- | ---------------------------------------------------------------------- | -------- |
| Vereinigtes Königreich (BPI) | Silber                                                                 | 200.000  |
| Insgesamt                    | 1× Silber ·                                                            | 200.000  |

### Sports Car
| Land/Region                  | Auszeichnungen für Musikverkäufe (Land/Region, Auszeichnung, Verkäufe) | Verkäufe |
| ---------------------------- | ---------------------------------------------------------------------- | -------- |
| Belgien (BRMA)               | Gold                                                                   | 20.000   |
| Griechenland (IFPI)          | Gold                                                                   | 10.000   |
| Neuseeland (RMNZ)            | Gold                                                                   | 15.000   |
| Österreich (IFPI)            | Gold                                                                   | 15.000   |
| Portugal (AFP)               | Platin                                                                 | 10.000   |
| Ungarn (MAHASZ)              | Platin                                                                 | 4.000    |
| Vereinigtes Königreich (BPI) | Platin                                                                 | 600.000  |
| Insgesamt                    | 4× Gold · 3× Platin ·                                                  | 674.000  |

### Revolving Door
| Land/Region                  | Auszeichnungen für Musikverkäufe (Land/Region, Auszeichnung, Verkäufe) | Verkäufe |
| ---------------------------- | ---------------------------------------------------------------------- | -------- |
| Neuseeland (RMNZ)            | Gold                                                                   | 15.000   |
| Portugal (AFP)               | Platin                                                                 | 10.000   |
| Vereinigtes Königreich (BPI) | Silber                                                                 | 200.000  |
| Insgesamt                    | 1× Silber · 1× Gold · 1× Platin ·                                      | 225.000  |

### What I Want
| Land/Region       | Auszeichnungen für Musikverkäufe (Land/Region, Auszeichnung, Verkäufe) | Verkäufe |
| ----------------- | ---------------------------------------------------------------------- | -------- |
| Australien (ARIA) | Gold                                                                   | 35.000   |
| Kanada (MC)       | Platin                                                                 | 80.000   |
| Insgesamt         | 1× Gold · 1× Platin ·                                                  | 115.000  |

### Just Keep Watching
| Land/Region                  | Auszeichnungen für Musikverkäufe (Land/Region, Auszeichnung, Verkäufe) | Verkäufe |
| ---------------------------- | ---------------------------------------------------------------------- | -------- |
| Australien (ARIA)            | Gold                                                                   | 35.000   |
| Vereinigtes Königreich (BPI) | Silber                                                                 | 200.000  |
| Insgesamt                    | 1× Silber · 1× Gold ·                                                  | 235.000  |

## Auszeichnungen nach Liedern

### That Way
| Land/Region                  | Auszeichnungen für Musikverkäufe (Land/Region, Auszeichnung, Verkäufe) | Verkäufe  |
| ---------------------------- | ---------------------------------------------------------------------- | --------- |
| Australien (ARIA)            | Gold                                                                   | 35.000    |
| Brasilien (PMB)              | 3× Platin                                                              | 120.000   |
| Dänemark (IFPI)              | Platin                                                                 | 90.000    |
| Kanada (MC)                  | Gold                                                                   | 40.000    |
| Mexiko (AMPROFON)            | Gold                                                                   | 70.000    |
| Polen (ZPAV)                 | Gold                                                                   | 25.000    |
| Spanien (Promusicae)         | Gold                                                                   | 30.000    |
| Vereinigte Staaten (RIAA)    | Platin                                                                 | 1.000.000 |
| Vereinigtes Königreich (BPI) | Gold                                                                   | 400.000   |
| Insgesamt                    | 6× Gold · 5× Platin ·                                                  | 1.810.000 |

### Don’t Come Back
| Land/Region | Auszeichnungen für Musikverkäufe (Land/Region, Auszeichnung, Verkäufe) | Verkäufe |
| ----------- | ---------------------------------------------------------------------- | -------- |
| Kanada (MC) | Gold                                                                   | 40.000   |
| Insgesamt   | 1× Gold ·                                                              | 40.000   |

### Run for the Hills
| Land/Region                  | Auszeichnungen für Musikverkäufe (Land/Region, Auszeichnung, Verkäufe) | Verkäufe  |
| ---------------------------- | ---------------------------------------------------------------------- | --------- |
| Brasilien (PMB)              | Gold                                                                   | 20.000    |
| Kanada (MC)                  | Platin                                                                 | 80.000    |
| Vereinigte Staaten (RIAA)    | Platin                                                                 | 1.000.000 |
| Vereinigtes Königreich (BPI) | Silber                                                                 | 200.000   |
| Insgesamt                    | 1× Silber · 1× Gold · 2× Platin ·                                      | 1.300.000 |

## Statistik und Quellen
| Land/RegionAuszeichnungen für Musikverkäufe (Land/Region, Auszeichnungen, Verkäufe, Quellen) | Silber     | Gold       | Platin         | Diamant     | Verkäufe   | Quellen              |
| -------------------------------------------------------------------------------------------- | ---------- | ---------- | -------------- | ----------- | ---------- | -------------------- |
| Australien (ARIA)                                                                            | —          | 4× Gold4   | 18× Platin18   | —           | 1.400.000  | aria.com.au          |
| Belgien (BRMA)                                                                               | —          | 4× Gold4   | 3× Platin3     | —           | 190.000    | ultratop.be          |
| Brasilien (PMB)                                                                              | —          | 3× Gold3   | 6× Platin6     | 4× Diamant4 | 940.000    | pro-musicabr.org.br  |
| Dänemark (IFPI)                                                                              | —          | 8× Gold8   | 7× Platin7     | —           | 885.000    | ifpi.dk              |
| Deutschland (BVMI)                                                                           | —          | 2× Gold2   | 2× Platin2     | —           | 1.500.000  | musikindustrie.de    |
| Finnland (IFPI)                                                                              | —          | —          | Platin1        | —           | 40.000     | Einzelnachweise      |
| Frankreich (SNEP)                                                                            | —          | 2× Gold2   | Platin1        | 2× Diamant2 | 1.016.666  | snepmusique.com      |
| Griechenland (IFPI)                                                                          | —          | 3× Gold3   | 3× Platin3     | —           | 90.000     | Einzelnachweise      |
| Indonesien (ASIRI)                                                                           | —          | Gold1      | —              | —           | 5.000      | Einzelnachweise      |
| Irland (IRMA)                                                                                | —          | —          | 4× Platin4     | —           | 60.000     | Einzelnachweise      |
| Italien (FIMI)                                                                               | —          | 2× Gold2   | 2× Platin2     | —           | 300.000    | fimi.it              |
| Kanada (MC)                                                                                  | —          | 10× Gold10 | 34× Platin34   | —           | 3.120.000  | musiccanada.com      |
| Malaysia (RIM)                                                                               | —          | —          | 2× Platin2     | —           | 400.000    | Einzelnachweise      |
| Mexiko (AMPROFON)                                                                            | —          | Gold1      | 2× Platin2     | —           | 190.000    | amprofon.com.mx      |
| Neuseeland (RMNZ)                                                                            | —          | 6× Gold6   | 9× Platin9     | —           | 322.500    | radioscope.co.nz NZ2 |
| Niederlande (NVPI)                                                                           | —          | 2× Gold2   | Platin1        | —           | 110.000    | nvpi.nl              |
| Norwegen (IFPI)                                                                              | —          | —          | 5× Platin5     | —           | 260.000    | ifpi.no              |
| Österreich (IFPI)                                                                            | —          | 2× Gold2   | 7× Platin7     | —           | 240.000    | ifpi.at              |
| Polen (ZPAV)                                                                                 | —          | 4× Gold4   | 8× Platin8     | —           | 395.000    | olis.pl              |
| Portugal (AFP)                                                                               | —          | 2× Gold2   | 7× Platin7     | —           | 80.000     | Einzelnachweise      |
| Schweden (IFPI)                                                                              | —          | 3× Gold3   | 4× Platin4     | —           | 430.000    | sverigetopplistan.se |
| Schweiz (IFPI)                                                                               | —          | Gold1      | 3× Platin3     | —           | 85.000     | hitparade.ch         |
| Singapur (RIAS)                                                                              | —          | Gold1      | 3× Platin3     | —           | 35.000     | Einzelnachweise      |
| Spanien (Promusicae)                                                                         | —          | 3× Gold3   | 3× Platin3     | —           | 270.000    | elportaldemusica.es  |
| Südafrika (RISA)                                                                             | —          | —          | Platin1        | —           | 20.000     | Einzelnachweise      |
| Taiwan (RIT)                                                                                 | —          | —          | Platin1        | —           | 10.000     | Einzelnachweise      |
| Ungarn (MAHASZ)                                                                              | —          | Gold1      | 8× Platin8     | —           | 34.000     | slagerlistak.hu      |
| Vereinigte Staaten (RIAA)                                                                    | —          | 9× Gold9   | 18× Platin18   | —           | 22.500.000 | riaa.com             |
| Vereinigtes Königreich (BPI)                                                                 | 9× Silber9 | 4× Gold4   | 8× Platin8     | —           | 7.460.000  | bpi.co.uk            |
| Insgesamt                                                                                    | 9× Silber9 | 78× Gold78 | 171× Platin171 | 6× Diamant6 |            |                      |